# Boleodorus thylactis
Boleodorus thylactis är en rundmaskart. Boleodorus thylactis ingår i släktet Boleodorus och familjen Neotylenchidae. Inga underarter finns listade i Catalogue of Life.